# Tetralycosa arabanae
Tetralycosa arabanae là một loài nhện trong họ Lycosidae.
Loài này thuộc chi Tetralycosa. Tetralycosa arabanae được Volker W miêu tả năm 2006. Framenau, Gotch & Austin.